# Griechischunterricht
Griechisch (Altgriechisch) ist ein Unterrichtsfach, das in Deutschland, Österreich und der Schweiz nur an Gymnasien sowie an der Universität gelehrt wird.

## Griechischunterricht in Deutschland
Angeboten wird das Schulfach Griechisch in der Regel nur als dritte oder vierte Fremdsprache. Bundesweit gibt es etwa 200 Gymnasien, die Griechisch anbieten; 13.000 Schüler nahmen 2013 am Altgriechischunterricht teil. Die Konkurrenz durch die modernen Fremdsprachen (Französisch, Spanisch, Italienisch) macht es heute nötig, Schüler für die Wahl dieses Faches besonders zu motivieren.
Griechischkenntnisse waren im lateinischen Mittelalter noch recht selten. Erst zur Zeit des Humanismus sollten Schüler einer Lateinschule nach dem Latein möglichst rasch das Griechische lernen, um vor allem das Neue Testament im Original studieren zu können. Im 19. Jahrhundert wurde Griechisch neben dem Lateinunterricht eines der beiden Kernfächer des humanistischen Gymnasiums. Im 20. Jahrhundert und insbesondere nach einer kurzen Restauration in der Bundesrepublik der 1950er Jahre ist das Fach zunehmend aus dem Gymnasium verdrängt worden. In Bayern lernten noch 1958 mehr Gymnasiasten Griechisch als Französisch (Verhältnis 16500:11600). Von 1963 bis 1969 ging die Zahl bundesweit von 55.000 auf 45.000 zurück (angesichts der steigenden Zahl von Gymnasiasten entsprach dies einem Rückgang im Anteil von 6,4:3,3 %; um 1900 lag die Zahl aller Abiturienten in Deutschland etwa bei 12.000).
In der DDR gab es das Fach nur an wenigen Spezialschulen.
Im Schuljahr 2007/08 lernten laut Statistischem Bundesamt 15.900 Schüler in Deutschland Griechisch. Zurzeit steigt diese Zahl wieder leicht an. Da meist nur Schulen mit altsprachlicher Tradition das Fach anbieten, verfügen Schüler, die Griechisch wählen, meistens über Vorkenntnisse in Latein als 1. oder 2. Fremdsprache. Dies ist in der Regel Voraussetzung; zulässig ist manchmal auch eine Sprachenfolge wie etwa Englisch-Französisch-Griechisch. In den Schulgesetzen der meisten Bundesländer ist die Wahl einer dritten Fremdsprache am Gymnasium freiwillig.
Bei Beginn des Griechischunterrichtes ab der 9. Klasse kann der Schüler in der 11. Klasse die Graecumsprüfung ablegen oder bei mindestens ausreichenden Leistungen (5 Punkte) die Anwartschaft auf das Graecum erlangen, das dann nach bestandener Abiturprüfung auf dem Abiturzeugnis bescheinigt wird. In G8-Gymnasien beginnt die dritte Fremdsprache in den meisten Bundesländern in der 8. Klasse.
Bei Beginn des Griechischunterrichtes ab der 11. Klasse erwirbt der Schüler in manchen Bundesländern noch das Graecum am Ende der 13. Klasse ohne zusätzliche Prüfung, wenn er einen Griechisch-Leistungskurs belegt hat (C1-Kurs). Wenn er nur einen Grundkurs belegt hat (C2-Kurs), muss er diesen bis zum Ende der Stufe 13 fortsetzen und zusätzlich im Zusammenhang mit dem Abitur noch eine Prüfung ablegen, um das Graecum zu erhalten. Das Graecum wird als Nachweis über das Erreichen qualifizierter Griechischkenntnisse für eine Reihe von Studiengängen (z. B. Theologie, Klassische Philologie, Archäologie, Alte Geschichte, Philosophie) benötigt.
Im vierjährigen Lehrgang gibt es in der Regel eine Zweiteilung: In den beiden ersten Jahren werden die Grundlagen der Sprache in Grammatik und Wortschatz mit Hilfe eines Lehrwerkes (z. B. „Kairos“, „Hellas“, „Kantharos“, „Lexis“, „Ars Graeca“; ehemals in Bayern: „Organon“) vermittelt. In der gymnasialen Oberstufe folgt dann die Lektüre griechischer Autoren. Als Anfangslektüre fungieren häufig Xenophon („Anabasis“), Lukian oder das Neue Testament. Darauf folgt die Lektüre anspruchsvollerer Autoren wie Herodot, Platon und Homer, im anspruchsvollsten Fall auch Sophokles, Euripides und Thukydides.
20-40 Griechischlehrkräfte schließen jährlich mit dem 2. Staatsexamen die Ausbildung ab.

## Griechischunterricht in Österreich
Griechisch wird in Österreich in der Oberstufe des Gymnasiums, an dem Latein ab der 3. Klasse (7. Schulstufe) unterrichtet wird, ab der 5. Klasse als Alternative zur 2. „lebenden“ Fremdsprache angeboten.
Nach dem Anfangsunterricht in der 5. Klasse werden im 2. Semester der 6. Klasse das Neue Testament (Bibelgriechisch) und Stellen mit Phänomenen einer kritischen Gesellschaft und Texte zum Leben und Schicksal von Sokrates durchgenommen, darunter etwa die Apologie Platons, den Dialog Phaidon, den Dialog Kriton, ausgewählte Texte aus den Apomnemoneumata von Xenophon. In der 7. Klasse werden das griechische Epos (Ilias oder Odyssee) behandelt und später philosophische Texte als Fundament des Denkens der Griechen. Die griechische Tragödie, die griechische Historiographie (Geschichtsschreibung) und die frühgriechische Lyrik werden in der 8. Klasse behandelt.

## Griechischunterricht in Italien
Altgriechisch und Latein sind Pflichtfächer im Liceo Classico (vergleichbar einem Humanistischen Gymnasium) in Italien. Pro Woche sind 5 Unterrichtsstunden für Latein und 4 für Altgriechisch vorgesehen. Das Liceo Classico dauert 5 Jahre. Im Schuljahr 2013/14 waren 6–7 % der italienischen Schüler in einem Liceo Classico (2003/04 noch 10–11 %).